# Lestrigonus bengalensis
Lestrigonus bengalensis är en kräftdjursart som beskrevs av Giles 1887. Lestrigonus bengalensis ingår i släktet Lestrigonus och familjen Lestrigonidae. Inga underarter finns listade i Catalogue of Life.